# تپه سوین ۲
تپه سوین ۲ مربوط به هزاره اول قبل از میلاد - دوره اشکانیان - دوره ساسانیان است و در شهرستان سرآب، بخش مرکزی، دهستان آغمیون، ۲ کیلومتری شرق روستای کادیجان واقع شده و این اثر در تاریخ ۶ اسفند ۱۳۸۵ با شمارهٔ ثبت ۱۷۵۲۵ به‌عنوان یکی از آثار ملی ایران به ثبت رسیده است.